# Sillus longispinus
Sillus longispinus är en spindelart som beskrevs av F. O. Pickard-Cambridge 1900. Sillus longispinus ingår i släktet Sillus och familjen spökspindlar. Inga underarter finns listade i Catalogue of Life.